# Chorion
Cet article concerne l'enveloppe de l'œuf. Pour le tissu conjonctif sous-épithélial, voir Lamina propria.

Œuf de poule avec son chorion.

Le chorion (du grec ancien χόριον, khoriôn, « arrière-faix », « membrane qui enveloppe le fœtus ») est l'enveloppe la plus externe de l'œuf. Chez les mammifères, il est en contact avec les tissus maternels. La nature du chorion varie suivant la période de la grossesse.
Il est formé par le mésenchyme extra-embryonnaire et par le trophoblaste ( cytotrophoblaste et syncytiotrophoblaste ). 

## Premier chorion
C'est la membrane vitelline.

## Deuxième chorion
Il se forme durant le trajet de l'œuf dans la trompe, et est formé d'un agglomérat assez épais d'albumine.

## Troisième chorion
C'est le chorion vasculaire, qui remplace le second chorion et contient les vaisseaux ombilicaux.